# Gaesischia fulgurans
Gaesischia fulgurans är en biart som först beskrevs av Holmberg 1903.  Gaesischia fulgurans ingår i släktet Gaesischia och familjen långtungebin. Inga underarter finns listade i Catalogue of Life.